# ARA-VP-6/500
ARA-VP-6/500, noto come Ardi, è il numero di repertorio dei resti scheletrici fossilizzati di un Ardipithecus ramidus, un ominide di genere femminile della specie Ardipithecus ramidus, vecchio di 4,4 milioni di anni. È uno degli esemplari più completi di ominide.
Ardi nella lingua afar significa piano terra, suggerendo che Ardi vivesse a terra (e che quindi non fosse arboricolo).

## Scavi
Lo scheletro di Ardi fu ritrovato nel 1994 ad Aramis, negli aridi calanchi vicino al fiume Auasc, in Etiopia, da uno studente universitario, Yohannes Haile-Selassie, membro della squadra di ricercatori condotta da Tim White, quando scoprì un fossile parziale di un osso della mano. Nel giro di poche settimane, gli scavi condotti da un team di ricercatori, diedero alla luce più di 100 frammenti ossei, nel corso di un intenso sforzo di ricerca e ricostruzione che sarebbe andato avanti per i successivi 15 anni.
Al momento della scoperta le ossa di Ardi erano così fragili che si sgretolarono quando la squadra di ricercatori le toccò. Poiché non si poteva recuperare le delicate ossa in situ, si decise di rimuovere interi blocchi di pietra e terra, e di portarli al Museo nazionale dell'Etiopia, per lavorare lì. Le ossa furono quindi analizzate e ricostruite utilizzando la tomografia microcomputerizzata o le scansioni TC.
I risultati dello studio su questo ritrovamento, condotto dall'americano Giday Wolde Gabriel, furono pubblicati solo nel 2009.
Insieme ai resti fossili di Ardi furono trovati resti di 36 altri individui, e centinaia di migliaia di resti animali e vegetali, il che lascia ipotizzare che vivesse in un ambiente di tipo forestale, in contrasto con la teoria secondo cui il bipedismo ebbe origine nelle savane.

## Caratteristiche
Ardi aveva una scatola cranica piuttosto piccola, 300-350 cm3, pesava sui 50 chili ed era alta 120 centimetri.
La datazione radiometrica degli strati di cenere vulcanica dei depositi dove furono ritrovati i resti fossili, ha rivelato che Ardi era vissuta 4,4 milioni di anni fa. 
Dalla forma delle pelvi e degli arti, gli studiosi ritengono che Ardi fosse potenzialmente in grado di camminare in forma eretta sul terreno; la presenza di un alluce mobile nel piede indica invece che utilizzava tutti e quattro gli arti quando si arrampicava sugli alberi. L'A. ramidus aveva quindi una capacità di deambulazione molto più primitiva dei successivi ominidi. Probabilmente trascorreva gran parte del tempo sugli alberi, anche se non si dondolava dai rami.